# Viguieranthus unifoliolatus
Viguieranthus unifoliolatus är en ärtväxtart som beskrevs av Villiers. Viguieranthus unifoliolatus ingår i släktet Viguieranthus och familjen ärtväxter. Inga underarter finns listade i Catalogue of Life.